# Lars Norén

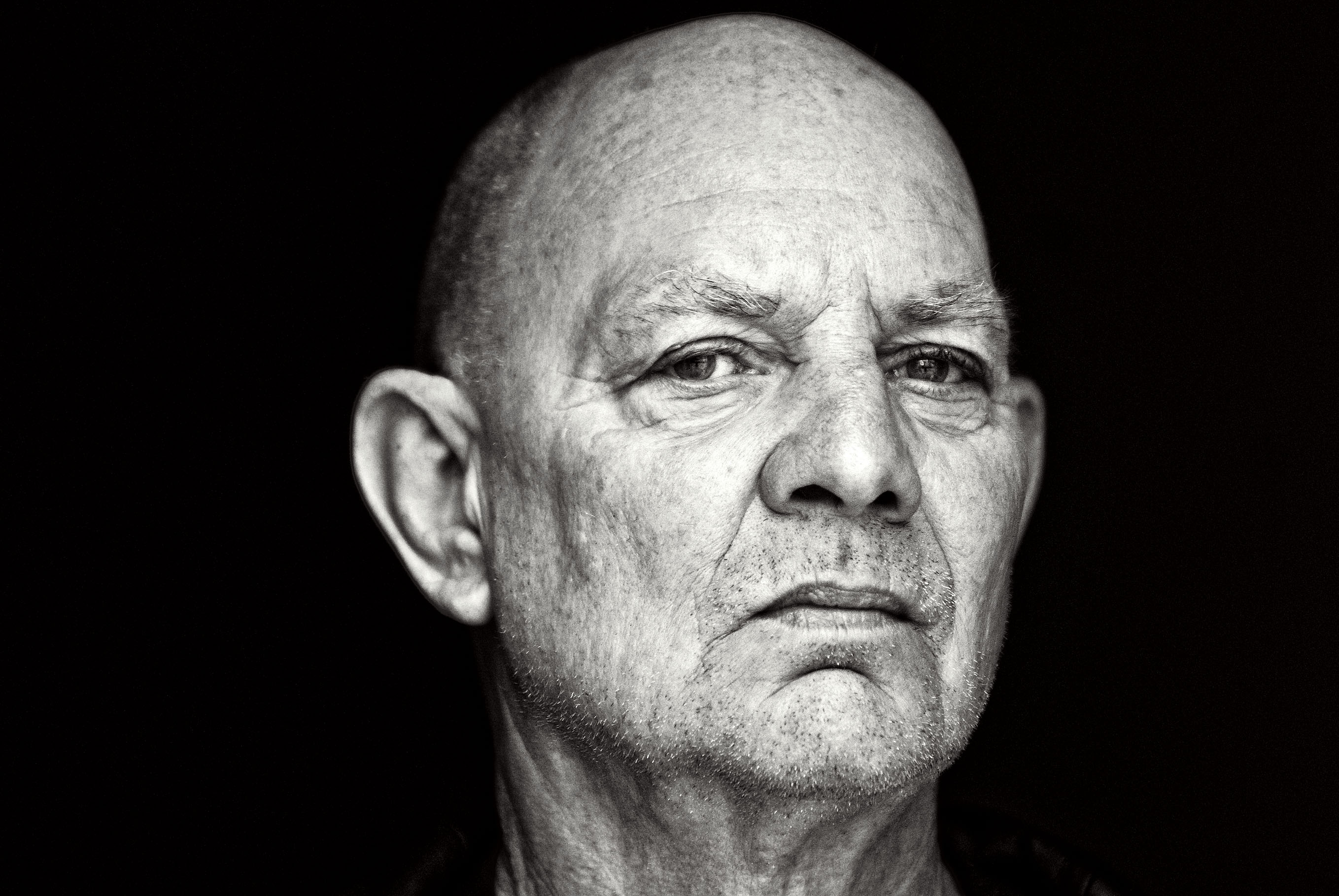
Lars Norén

Lars Norén (09 tháng 5 năm 1944 - 26 tháng 1 năm 2021) là một tiểu thuyết gia, nhà viết kịch và nhà thơ Thụy Điển. Ông được coi là nhà viết kịch Thụy Điển đương đại nổi bật nhất.
Noren Lars sinh ra tại Stockholm. Gia đình chuyển đến Skåne khi Lars sáu tuổi khi cha của cậu là người quản lý hầm rượu tại một khách sạn ở Genarp, nơi Lars đã làm quen được các nhà soạn nhạc đầy tham vọng Karl-Erik Welin, chính điều này sau này có ảnh hưởng đến vở kịch của ông. Norén quay lại Stockholm lúc 15 tuổi.
Norén đã viết vở kịch đầu tiên của mình khi 19 tuổi. Ấn bản đầu tiên của ông là một bộ sưu tập các bài thơ - Syrener, Sno vào năm 1963.
Các vở kịch của ông hiện thực và thường xoay quanh mối quan hệ gia đình và những người nghèo khổ và định tuyến ở tầng đáy xã hội.
Vở kịch 7:3 của Norén đã trở thành một trung tâm tranh cãi, sau khi các vụ giết người của hai cảnh sát trong Malexander trong năm 1999 (Malexandermorden). Các thủ phạm đã nhận được ra khỏi nhà giam giữ tại nhà tù Österåker tham gia trong vở kịch của Norén.
Norén từ năm năm 2009, mới giám đốc Folkteatern ở Gothenburg.

## Tác phẩm
- Syrener, snö (1963)
- De verbala resterna av en bildprakt som förgår (1964)
- Inledning nr: 2 till SCHIZZ (1965)
- Encyklopedi (1966)
- Stupor. Nobody knows you when you're down and out (1968)
- Salome, Sfinxerna. Roman om en tatuerad flicka (1968)
- Revolver (1969)
- Biskötarna (1970)
- I den underjordiska himlen (1972)
- Solitära dikter (1972) Kung Mej och andra dikter (1973)
- Dagliga och nattliga dikter (1974)
- Dagbok (1976)
- Nattarbete (1976)
- Order (1978)
- Murlod (1979)
- Den ofullbordade stjärnan (1979)
- Hjärta i hjärta (1980)
- Tre skådespel (1980)
- Två skådespel (1983)
- Endagsvarelser (1990)
- Och ge oss skuggorna (1991)
- Tre borgerliga kvartetter (1992)
- De döda pjäserna I-IV (1995)
- Personkrets 3:1 (The Human Circle 3:1)(1998)
- Skuggpojkarna (1999)
- Salome, Sfiinxerna (2001)
- Stilla vatten (Still Water) (2002)
- Detaljer (Details) (2002)
- Kyla (Cold) (2003)
- Vinterförvaring (Winter Storage) (2003)
- Le 20 novembre (2006)